# Albert Kivikas

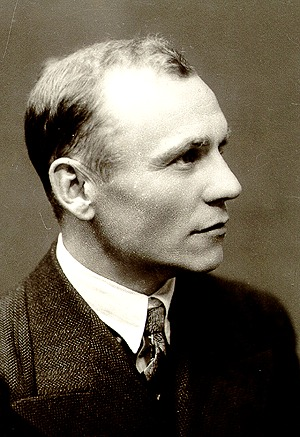
Albert Kivikas (Aufnahme aus den 1930er Jahren)

Albert Kivikas (* 6. Januarjul. / 18. Januar 1898greg. in Suure-Jaani; † 19. Mai 1978 in Lund, Schweden) war ein estnischer Schriftsteller und Journalist.

## Leben und Werk

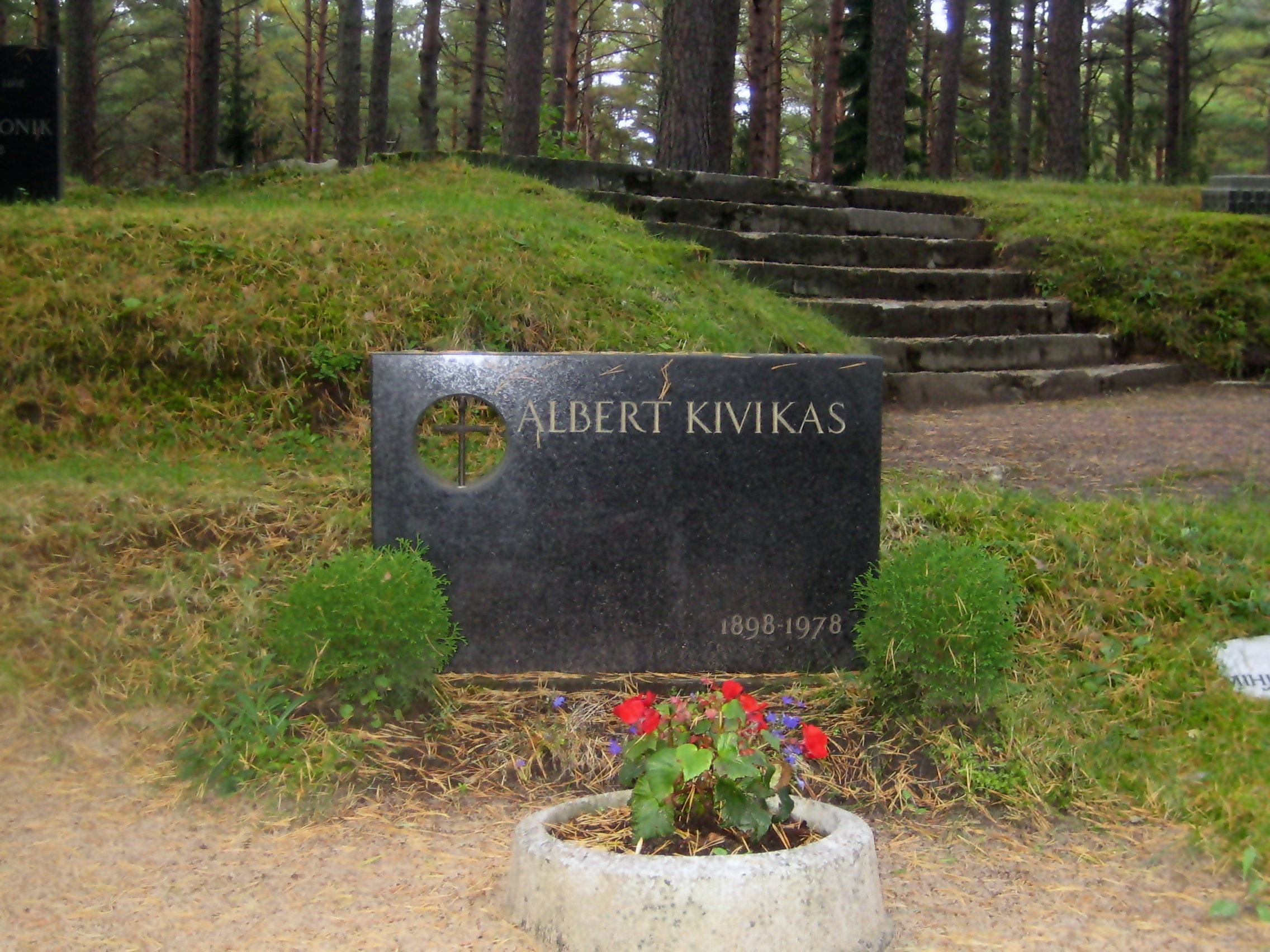
Grab auf dem Tallinner Waldfriedhof

Albert Kivikas wurde im Kreis Viljandi in eine Weber-Familie geboren. Die Familie zog während seiner Kindheit häufig um. Albert Kivikas besuchte daher von 1907 bis 1913 verschiedene Schulen, bevor er sich mit der Mutter in der Nähe von Viljandi niederließ und die Handelsschule besuchte. 1916 wechselte er auf die (staatliche) Kommerzschule in Tartu, um während des Ersten Weltkriegs der Einberufung zum Militärdienst in der russischen Armee zu entgehen. Sein Lehrer in Estnisch und Französisch war dort unter anderen der Sprachwissenschaftler Johannes Aavik.
Mit dem Ausbruch des Estnischen Freiheitskriegs fiel am 22. Dezember 1918 Tartu in die Hände der Bolschewiki. Kivikas floh zurück nach Viljandi und schloss sich den dortigen estnischen Truppen unter Führung von Karl Einbaum als Freiwilliger an. Er diente an der Front am Võrtsjärv, bei Rõngu, Valga und Sangaste, bevor er nach Tartu zurückkehrte.
Im Frühjahr 1919 schloss Kivikas die Kommerzschule ab. Ab Herbst 1920 studierte Kivikas an der Philosophischen Fakultät der Universität Tartu, unter anderem bei dem Psychologen Konstantin Ramul und bei dem Schriftsteller und Literaturwissenschaftler Gustav Suits. 1922 brach Kivikas sein Studium ab und zog als Journalist nach Berlin. Im August 1923 zog er nach Estland zurück. In Tartu ließ er sich als freier Schriftsteller und Journalist (unter anderem als Gerichtsreporter) nieder. Besonders in den 1920er Jahren war er für seine Novellen, Erzählungen und Romane einer der meistgelesenen estnischen Schriftsteller.
1927 siedelte er in die Hauptstadt Tallinn über. Zunächst war er bei der Zeitung Vaba maa als Literaturkritiker angestellt, bevor er von 1931 bis 1934 bei Eesti Päevaleht schrieb und von 1935 bis 1938 die Kulturredaktion der Zeitung Uus Eesti leitete. Gleichzeitig war er am Theater tätig. Von 1935 bis 1938 war er Dramaturg am Eesti Draamateater und von 1938 bis 1940 am Opern- und Konzerthaus Estonia.
Während der deutschen Besetzung Estlands war Kivikas von 1941 bis 1944 bei der Zeitung Eesti Sõna tätig. Gleichzeitig war er von 1941 bis 1943 Vorsitzender des Estnischen Schriftstellerverbands (Eesti Kirjanikkude Liit). Vor der sowjetischen Besetzung Estlands floh Albert Kivikas mit seiner Familie im April 1944 zunächst nach Helsinki, anschließend nach Schweden. Er war dort als Archivmitarbeiter sowie als Redakteur bei der estnischsprachigen Zeitung Eesti Post beschäftigt. 1978 starb Kivikas im Exil in Lund.

## Werk
Albert Kivikas begann während seiner Zeit an der Handelsschule als Lyriker. Einem größeren Publikum wurde er mit dem Sonett Kevadine külm bekannt, das 1916 in der Zeit und Sakala unter dem Pseudonym A. Pedajas erschien. Ab 1917 erschien auch Prosa von ihm. 1919 erschien unter dem Titel Sookaelad eine Sammlung von Kurzgeschichten (unter dem Pseudonym Mart Karus). Später wandte sich Kivikas immer mehr dem Futurismus zu. Der Großteil seines Werks ab Mitte der 1920er Jahre ist dann aber dem Neorealismus zuzuordnen. Neben seiner journalistischen Tätigkeit war Kivikas auch als Übersetzer aus dem Russischen und Deutschen tätig (u. a. E. T. A. Hoffmann, Georg Ebers, Nikolai Gogol).
Das bekannteste Werk Kivikas' ist der 1936 erschienene Roman Nimed marmortahvlil (deutsch Die Namen auf der Marmortafel). Er beschreibt das Schicksal estnischer Jugendlicher, die im Estnischen Freiheitskrieg (1918–1920) kämpfen. Der Roman beruht auf den persönlichen Erfahrungen des Autors. Der Held des Romans, Henn Ahas, trägt starke autobiographische Züge. Das Buch hatte großen Erfolg in Estland und gilt als bekanntestes literarisches Werk über den Freiheitskrieg. Von Kivikas erschienen noch drei Fortsetzungsromane, die allerdings nur im schwedischen Exil erscheinen konnte (1948, 1951 und 1954). 2002 wurde das Buch aufwändig verfilmt und war ein großer Kinoerfolg.

## Schriftstellerische Werke (Auswahl)
- "Ohverdet konn" (Kurzgeschichten, gemeinsam mit Erni Hiir, 1919)
- "Lendavad sead" (Kurzgeschichten 1919)
- "Sookaelad" (Novellen, 1919)
- "Mina" (Kurzgeschichte, 1920)
- "Verimust" (Novellen und Kurzgeschichten, 1920)
- "Maha lüüriline šokolaad!" (literarisches Manifest, 1920)
- "Jüripäev" (Roman, 1921)
- "Nõuandja" (Kindererzählung, 1921)
- "Lumimemm" (Kindererzählung, 1921)
- "Verine väits" (Novelle, 1922)
- "Ristimine tulega" (Roman, 1923)
- "Jaanipäev" (Roman, 1924)
- "Mihklipäev" (Roman, 1924)
- "Murrang" (Roman, 1925)
- "Miniatüürid" (Kurzgeschichten, 1926)
- "Süütu" (Novelle, 1927)
- "Punane ja valge" (Novellen, 1927)
- "Vekslivõltsija" (Roman, 1931)
- "Nimed marmortahvlil" (Roman, 1936)
- "Nimed marmortahvlil" (Drama, gemeinsam mit August Annist, 1939)
- "Karuskose" (Roman, 1943)
- "Nimed marmortahvlil II" (Roman, 1948)
- "See on see maa" (Poem, 1950)
- "Nimed marmortahvlil III" (Roman, 1951)
- "Nimed marmortahvlil IV" (Roman, 1954)
- "Tulililled" (Kurzgeschichten, 1957)
- "Kodukäija" (Roman, 1963)

## Übersetzungen ins Deutsche
- Am Moor. Zwei Novellen (enth. „Hochwasser“ und „Am Moor“). Aus dem Estnischen von Friedrich Schwarz. Tartu: J.G.Krüger 1936. 71 S. (Estnische Reihe 4)

Darüber hinaus war in der ersten und zweiten Auflage von Kindlers Literatur Lexikon der Roman Nimed marmortahvlil ('Die Namen auf der Marmortafel') besprochen worden. In der dritten Auflage ist er weggefallen.

## Privatleben
Albert Kivikas war zweimal verheiratet. Er hatte fünf Söhne und eine Tochter.